# Artignosc-sur-Verdon
Artignosc-sur-Verdon – miejscowość i gmina we Francji, w regionie Prowansja-Alpy-Lazurowe Wybrzeże, w departamencie Var.
Według danych na rok 1990 gminę zamieszkiwało 201 osób, a gęstość zaludnienia wynosiła 11 osób/km² (wśród 963 gmin regionu Prowansja-Alpy-W. Lazurowe Artignosc-sur-Verdon plasuje się na 615. miejscu pod względem liczby ludności, natomiast pod względem powierzchni na miejscu 529.).